# 金属水素化物燃料電池

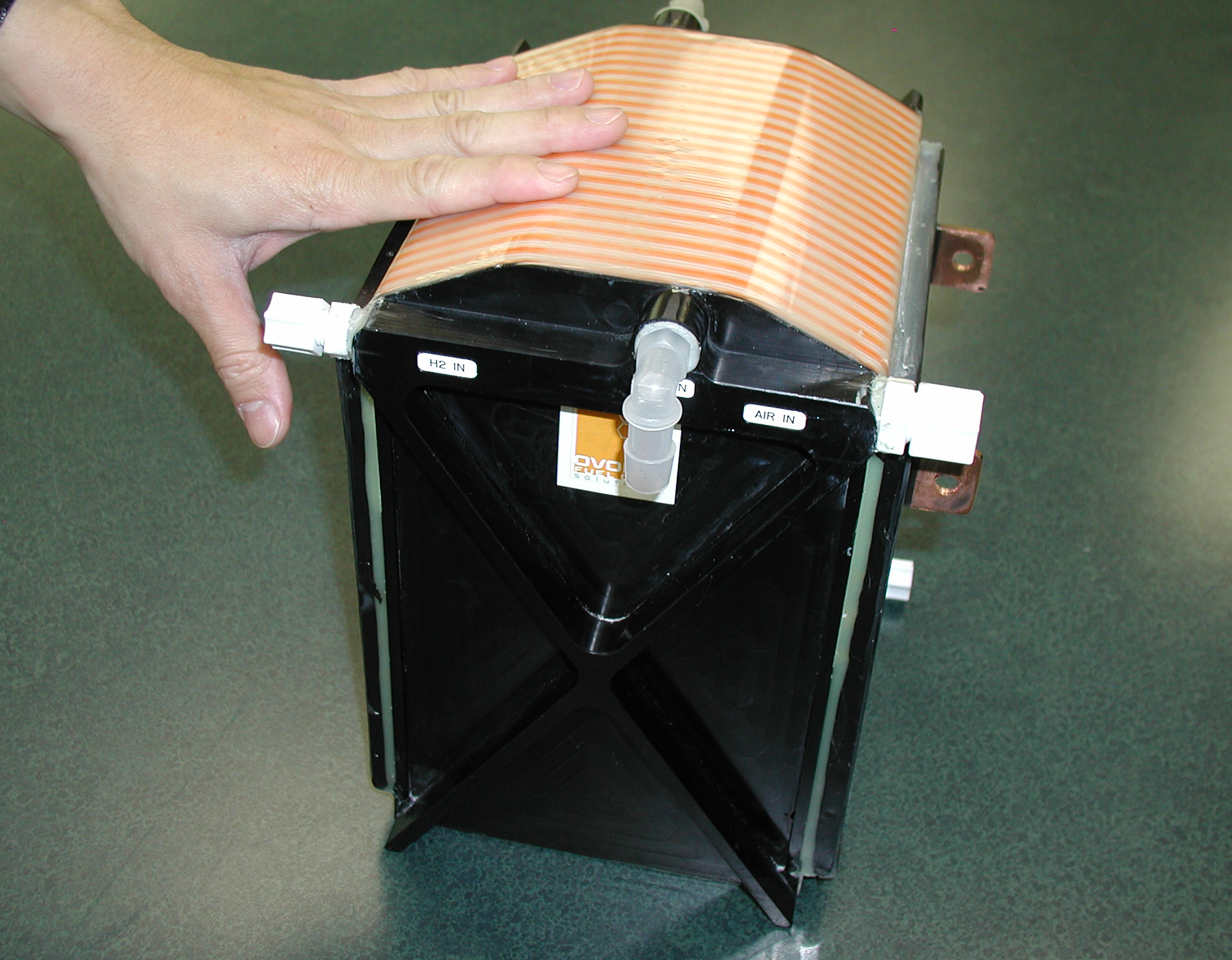
1.5kW金属水素化物燃料電池スタック

金属水素化物燃料電池とは、金属水素化物を利用した水素貯蔵能力を利用した燃料電池である。
研究開発が進められているアルカリ燃料電池のサブクラスであり、稼働中のシステムでのスケールアップに成功した。注目すべき特徴は、燃料電池自体の中で化学的に結合して水素を貯蔵する能力である。
類似の事例にニッケル水素電池がある。

## 反応
充放電の反応式は以下のように表される。
- 正極 : {\displaystyle \mathrm {O} _{2}+\mathrm {2H} _{2}\mathrm {O} +\mathrm {4e} ^{-}\longrightarrow \mathrm {4OH} ^{-}}
- 負極 : {\displaystyle {\ce {MH\ +OH^{-}->M\ +H2O\ +{\mathit {e}}^{-}}}}

負極の反応はニッケル水素電池Ni-MHと全く同じである。一方正極はニッケル水素電池は水酸化ニッケルを含む多孔質ニッケル酸化物を利用するのに対し金属水素化物燃料電池では空気中の酸素を利用する。これにより1000Wh/kgを超える大幅な軽量化・容量増加が期待される。

## 特性
金属水素化物燃料電池は、次のような特性を示す:
- 電気エネルギーで再充電する能力 (ニッケル水素電池と同様)
- 低温での動作（最低-20 °Cまで）
- 高速な「コールド スタート(冷間始動)」特性
- 外部水素燃料源なしで限られた時間だけ動作する能力により、燃料キャニスターの「ホットスワップ」が可能

## 性能
金属水素化物燃料電池の電極活性領域が60cm2から250cm2にスケールアップされ、システムを500ワットまでスケールアップできるようになった。電極活性領域のスケールアップは、それぞれが1500ワットの出力を持つ、より高出力の燃料電池スタックを開発する能力も提供した。金属水素化物燃料電池は、250mA/cm2の電流密度を達成している。耐久性をテストし、燃料電池スタックは7000時間以上正常に動作した。

## 稼働中のシステムおよびアプリケーション

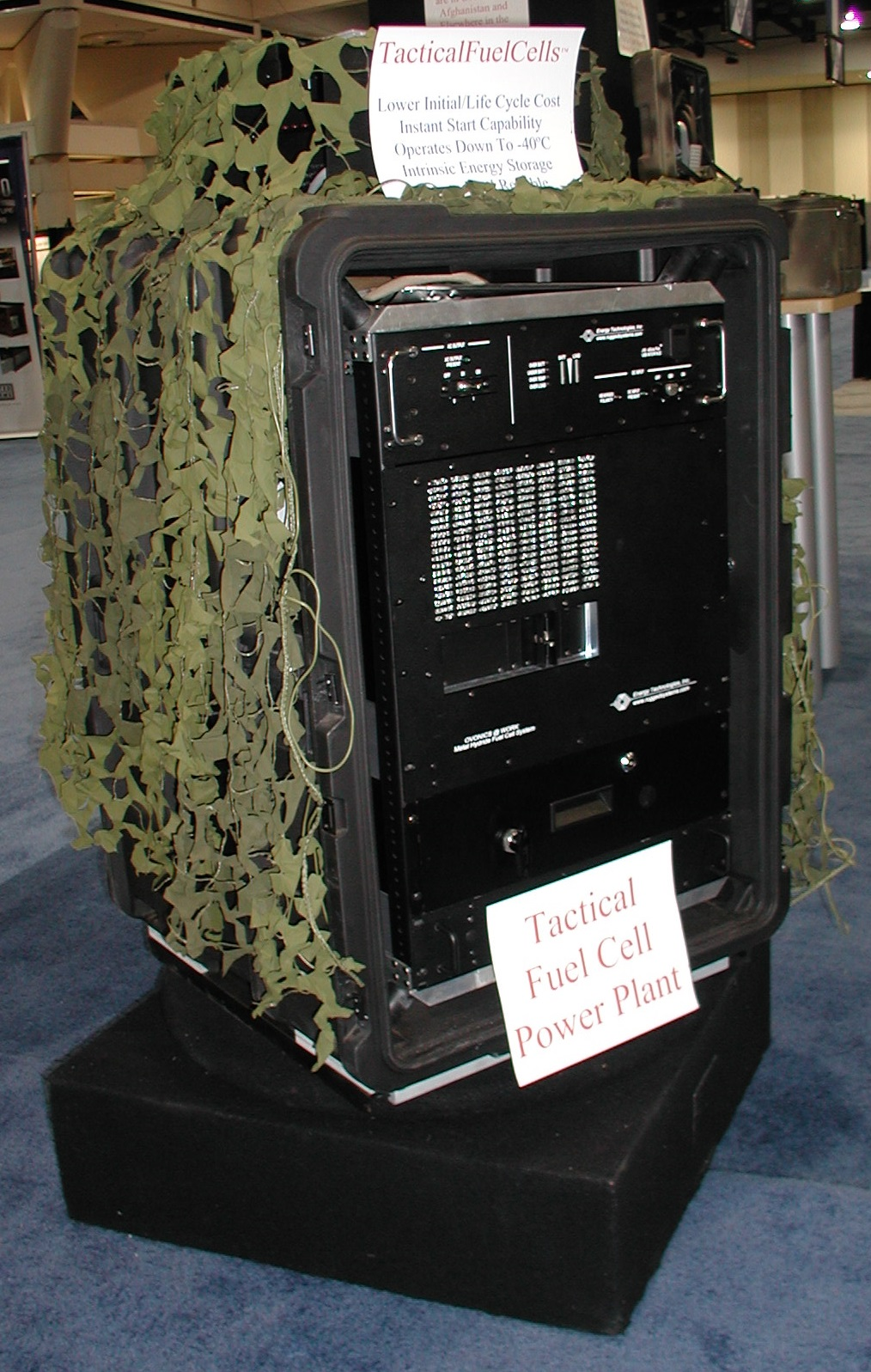
稼働中の1.0 kW金属水素化物燃料電池システム

製品開発の初期段階では、単一の燃料電池と、複数の電池で構成される燃料電池スタックに焦点が当てられていた。ターゲット アプリケーションには、軍事および商用アプリケーションの重要なバックアップ電源が含まれていた。次の段階は、実験室の外に持ち出せる完全な燃料電池システムを設計および構築することであった。最初の50ワットの実験室ベースのデモンストレーション システムは、より堅牢なパッケージングとインターフェイスを備えた50ワットのポータブル システムに統合された。燃料電池スタックとシステム統合の両方における追加開発は、（インバーターおよび金属水素化物貯蔵キャニスターを使用したオンボード水素貯蔵完備の）1.0kWシステムの運用と公開デモンストレーションを可能にした。金属水素化物燃料電池システムのさらなる開発が、兵士の現場での電力需要のために追求され、その結果、配備要件を満たすプロトタイプ システムが完成した。製品開発と並行して、製造およびテスト機能の開発にも重点が置かれた。金属水素化物燃料電池システムは、テストと評価のために軍事基地のマイクログリッド(en)システムに統合されている。挑戦にもかかわらず、軍は、無人航空機、自律型無人潜水機、小型トラック、バス、ウェアラブル技術(en)システムなど、幅広い用途で燃料電池に積極的な関心を維持している。金属水素化物燃料電池システムの開発は、軍用アプリケーション向けに継続されており、オンボード水素生成と最大5.0kWの燃料電池を備えている。